# ميشال مولدر
ميشال مولدر،(مواليد 27 فبراير 1986) هو لاعب هولندي في رياضة التزلج السريع،فاز بذهبية سباق 500 متر وبرونزية سباق 1000 متر في أولمبياد سوتشي،كما فاز بالميدالية الفضية في بطولة العالم للتزلج السريع للمسافات الفردية 2012.
لديه أخ توأم رونالد مولدر،يلعب رياضة التزلج السريع أيضاً.

## الأرقام الشخصية
| المسافة  | النتيجة | التاريخ        | المكان   |
| -------- | ------- | -------------- | -------- |
| 500 متر  | 34.26   | 15 نوفمبر 2013 | سالت ليك |
| 1000 متر | 1:07.46 | 16 نوفمبر 2013 | سالت ليك |
| 1500 متر | 1:48.59 | 20 مارس 2011   | كالغاري  |
| 3000 متر | 4:09.63 | 13 يناير 2008  | هيرينفين |
| 5000 متر | 7:31.06 | 11 نوفمبر 2007 | هيرينفين |

Source: SpeedskatingResults.com

## روابط خارجية
- ميشال مولدر على موقع SpeedSkatingBase.eu (الإنجليزية)
- ميشال مولدر على موقع SpeedSkatingNews.info (الإنجليزية)
- ميشال مولدر على موقع SpeedSkatingStats.com (الإنجليزية)
- ميشال مولدر على موقع Rollerstory.net
- ميشال مولدر على موقع اللجنة الأولمبية الدولية (الإنجليزية)
- ميشال مولدر على موقع أوليمبيديا (الإنجليزية)
- ميشال مولدر على موقع اللجنة الأولمبية الهولندية (الهولندية)